# 海南瓦韦
海南瓦韦（学名：Lepisorus affinis）为水龙骨科瓦韦属下的一个种。

## 扩展阅读
維基物種上的相關：海南瓦韦